# Ahmed Hassan
Ahmed Hassan - em árabe, أحمد حسن (Maghagha, em 2 de maio de 1975) - é um ex-futebolista egípcio que atuava como meio-campista. Detém o recorde de Jogador que mais vezes vestiu a camisa de uma Seleção Nacional com 184 partidas.

## Carreira
Ahmed Hassan começou a carreira no Aswan, mas foi após sua passagem pelo Ismaily que ele realmente fez o seu nome. Rapidamente se tornou a estrela da equipe, atuando como meio-campista e também atraiu a atenção de um grande número de clubes europeus.
Hassan teve contribuição fundamental para o Egito vencer a Copa das Nações Africanas de 1998, disputada em Burkina Faso. Depois disso, transferiu-se para o futebol europeu. Seu primeiro destino no Velho Continente foi a Turquia, onde permaneceu por oito anos e jogou por quatro clubes diferentes, incluindo o Besiktas, que ele representou por dois anos a partir de 2003.
Apesar do interesse do futebol do Catar, o meio-campista decidiu permanecer na Europa, assinando vantajoso contrato com o belga Anderlecht. Hassan ajudou seu novo clube a ganhar o campeonato belga e Supercopa nas duas temporadas. Em 2008, regressou à sua terra natal para se juntar Al Ahly, tornando-se parte do elenco que terminou em terceiro lugar na Copa do Mundo de Clubes da FIFA 2006.

## Seleção
A nível internacional, Hassan faz parte da seleção nacional egípcia desde 1995 e tem participado do Campeonato Africano das Nações em todas as edições desde então. Na verdade, os Faraós saíram vitoriosos em quatro dos sete torneios continentais que ele disputou. Em 2006 e 2010, além de conquistar o título, também foi escolhido o melhor jogador do torneio.
Em 25 de janeiro de 2010, Ahmed Hassan atingiu a incrível marca de 170 jogos pela Seleção Egípcia de Futebol, superando o recorde anterior de Hossam Hassan. Ele o fez na vitória sobre Camarões por 3 a 1, quando marcou dois gols que levaram sua equipe à semifinal da Copa das Nações Africanas. Após vencer Gana na decisão, os egípcios conquistariam o título pela sétima vez e Hassan seria mais uma vez o melhor jogador da competição.

## Títulos
Egito
- Copa das Nações Africanas (4): 1998, 2006, 2008 e 2010